# Ghiacciaio Rose Valley
Il Ghiacciaio Rose Valley (in lingua bulgara: ледник Розова Долина, Lednik Rozova Dolina; dall'inglese: Ghiacciaio Valle delle rose) è un ghiacciaio antartico situato nella Penisola Varna, nel settore orientale dell'Isola Livingston, che fa parte delle Isole Shetland Meridionali, in Antartide. 

## Caratteristiche
È situato a nordest del Saedinenie Snowfield, a nord del Ghiacciaio Panega e a nordovest del Ghiacciaio Debelt.
Si estende su una lunghezza di 5,2 km in direzione sudest-nordovest e 3,7 km in direzione sudovest-nordest; drena i versanti nordorientali delle Vidin Heights andando a confluire nella Lister Cove e nello Stretto McFarlane tra Pomorie Point e Inott Point.

## Denominazione
La denominazione è stata assegnata nel 2005 dalla Commissione bulgara per i toponimi antartici in riferimento alla Valle delle rose, celebre vallata famosa per la produzione di rose, situata nella parte centrale della Bulgaria. È uno dei toponimi bulgari conferito dalla spedizione Tangra 2004/05 a elementi geografici fino a quel momento  privi di nome.

## Localizzazione
Il ghiacciaio è centrato alle coordinate 62°30′30″S 60°06′07″W.
Rilevazione topografica bulgara sulla base dei dati della spedizione Tangra 2004/05 con mappatura nel 2005 e 2009. 

## Mappe
- L.L. Ivanov et al. Antarctica: Livingston Island and Greenwich Island, South Shetland Islands. Scale 1:100000 topographic map. Sofia: Antarctic Place-names Commission of Bulgaria, 2005.
- L.L. Ivanov. Antarctica: Livingston Island and Greenwich, Robert, Snow and Smith Islands. Scale 1:120000 topographic map.  Troyan: Manfred Wörner Foundation, 2009.  ISBN 978-954-92032-6-4